# Segonzac (Charente)
Segonzac település Franciaországban, Charente megyében. Lakosainak száma 2093 fő (2022. január 1.). Segonzac Angeac-Champagne, Bourg-Charente, Gensac-la-Pallue, Juillac-le-Coq, Saint-Même-les-Carrières, Saint-Preuil, Mainxe-Gondeville és Lignières-Ambleville községekkel határos.

## Népesség
A település népessége az elmúlt években az alábbi módon változott:
| Lakosok száma | 2182 | 2212 | 2176 | 2173 | 2118 | 2107 | 2089 | 2074 | 2076 | 2093 |
|               | 1968 | 1982 | 1990 | 2006 | 2013 | 2015 | 2017 | 2019 | 2020 | 2022 |